# 早花脆蒴报春
早花脆蒴报春（学名：Primula praeflorens），为报春花科报春花属下的一个植物种。